# エキス
エキスとは、動物や植物などの成分を水、エタノールあるいは水とエタノールの混合液に浸出させた液体を濃縮したもの。医薬品や、加工食品の材料などに使われる。日本が江戸時代の鎖国中でも交流があったオランダで「抽出物」を意味する「エキストラクト（オランダ語: extract）」の略から由来し、江戸時代後期に日本語でも使われるようになった。漢字では「越幾斯」とも書いた。軟エキスと乾燥エキスがある。

## 製法
細かく裁断した原料に浸出剤を加え一定時間そのまま放置するか加熱して成分を浸出させる。浸出液を濾過し、揮発性の成分が失われないように85℃以下で（なるべく減圧下で）濃縮する。濃縮液を水飴状の濃度にしたものを軟エキス（軟稠エキスとも）、濃縮液を冷却乾燥させた後に均一に砕いて粉末状にしたものを乾燥エキスという。

## エキスということばの通俗的な用法
植物や動物から絞り出す成分そのものを指してエキスと言う場合もある。
なんらかの方法論、思想、哲学、イデオロギーなどの重要な部分の要約、あるいは神髄といったような意味で「○○のエキス」というように使われることもあり、この場合、エッセンスと混同されて用いられることが多い。
演劇、映画、小説、詩などで演出家や著者の主張や考え方などがよくあらわれているもの、内容が濃いものに対して「エキスのいっぱいつまった」などという用い方がされる。